# Herbert Viktor Patera
Herbert Viktor Patera (* 7. Juni 1900 in Wien als Herbert Victor Patera-Lahna; † 19. September 1986 ebenda) war ein österreichischer Schriftsteller.

## Leben
Patera war Sohn eines Hofrates und studierte an der Universität Wien Rechtswissenschaft. Er war Fuchs bei der Wiener Verbindung Cheruskia, wurde aber am 16. Oktober 1920 im Corps Alemannia Wien aktiv. Er wurde am 4. März 1922 recipiert und am 23. Mai 1924 inaktiviert. Mit den Bändern von Alemannia und Cheruskia wurde er am 7. Juni 1924 philistriert. Im selben Jahr zum Dr. iur. promoviert, war er Rechtsanwaltsanwärter in Wien.  Am 4. November 1929 wurde er von Alemannia cum infamia excludiert. Seit 1929 beim Handelsgericht Wien, war er 1930–1934 als Rechtsberater für einen internationalen Elektrokonzern tätig. Anschließend war er bis 1938 als Beamter in einer dem Bundeskanzler (Österreich) unterstellten Behörde tätig. Gegen den Nationalsozialismus in Österreich eingestellt, wurde er nach dem Anschluss Österreichs im März 1938 verhaftet und mit einem Schreibverbot belegt. Von 1939 bis 1950 war er Prokurist eines italienischen Reisebüros in Wien. Ab 1946 wirkte er als Dramaturg im Studio Wien des Österreichischen Rundfunks.
Ab 1921 war Patera Angestellter der Wiener Handelskammer. Nebenberuflich war er seit Anfang der 1920er Jahre als Journalist und Schriftsteller tätig. Trotz Schreibverbots erschienen bis in den Zweiten Weltkrieg hinein Bücher von ihm im NS-Staat. Nach 1945 veröffentlichte er neben einer Reihe von Jugendbüchern zu exotischen Themen historische Romane und schrieb mehr als 150 Hörspiele für den Österreichischen Rundfunk. Daneben entstanden Filmtreatments und Textbücher zu Musicals. 1961 erhielt Patera gemeinsam mit Gerta Hartl den Jugendbuchpreis der Stadt Wien.

## Werke
- Bwana Sakkarani, Wien 1933
- Der weiße Herr Ohnefurcht, Berlin 1939
- Brennendes Meer, Leipzig 1940
- Für die schöne blaue Flagge!, Suhl 1940
- Gegen Tod und Teufel, Leipzig 1940
- Das Geheimnis der kleinen Farm, Leipzig 1940
- Das Geheimnis von Fort Aosta, Leipzig 1940
- General Morelas Rache, Leipzig 1940
- Ninkangwo, der Seeteufel, Leipzig 1940
- Die Schiffbrüchigen, Leipzig 1940
- Die Stimme vom Baum, Leipzig 1940
- Das Testament, Leipzig 1940
- Der Tote in der Seilbahn, Leipzig 1940
- Der Turm des Todes, Leipzig 1940
- Unheimliche Passagiere, Leipzig 1940
- Marios Fahrt ins Abenteuer, Wien 1948
- Gedah, die Stadt im Urwald, Wien 1949
- Kumbuku, Massa Mario, Wien 1951
- Zauberfeuer auf Haiti, Wien [u. a.] 1953
- Straßen, Brücken, Eisenbahnen, Graz [u. a.] 1960 (zusammen mit Gerta Hartl)
- Unter Österreichs Fahnen, Graz [u. a.] 1960
- Goldene Patronen, Wien [u. a.] 1963
- Der Goldschatz des Iduna, Wien [u. a.] 1964
- Noch einmal ritten die Sioux, Wien [u. a.] 1964
- Die verschollene Safari, Wien [u. a.] 1965
- Little Big Horn, Wien [u. a.] 1973

## Weblink
- Literatur von und über Herbert Viktor Patera im Katalog der Deutschen Nationalbibliothek